# كيلمي
كيلمي هي شركة ملابس رياضية إسبانية تصمم وتنتج ملابس وأحذية.تأسست الشركة في عام 1963 ومنتجاتها مخصصة لأسواق كرة القدم، كرة الصالات، كرة السلة، الجري والتنس.